# Eugenia tomasina
Eugenia tomasina är en myrtenväxtart som beskrevs av Ignatz Urban. Eugenia tomasina ingår i släktet Eugenia och familjen myrtenväxter. Inga underarter finns listade i Catalogue of Life.